# Aeropuerto de Chitá-Kadala
El Aeropuerto de Chitá-Kadala (IATA: HTA, OACI: UIAA) es un aeropuerto situado a 10 km al oeste de la ciudad de Chitá, la capital del Krai de Zabaikalie, en Rusia. El aeropuerto fue construido en 1932 y opera, principalmente, vuelos de cabotaje e internacionales a China.

## Aerolíneas y destinos

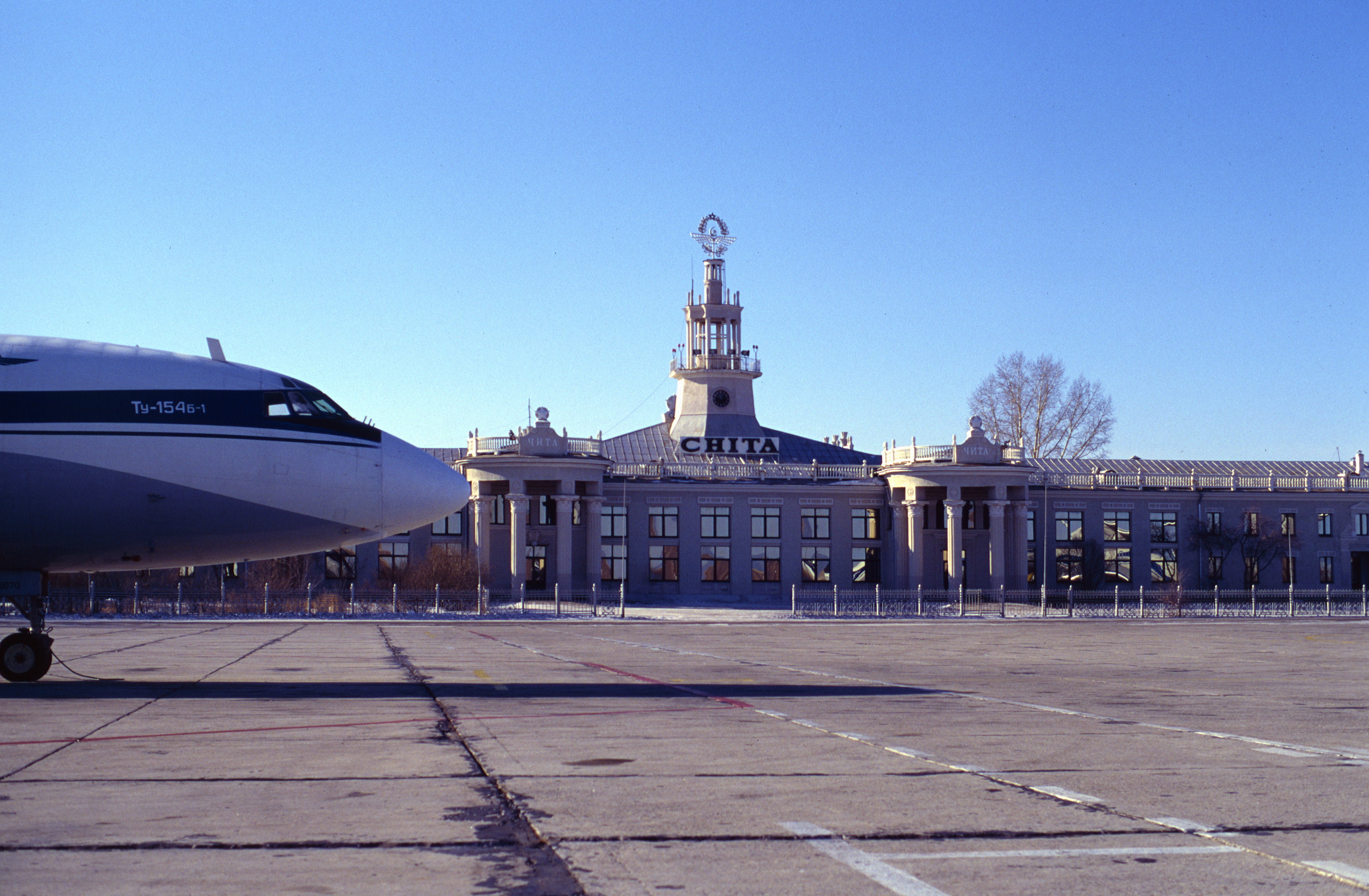
Un Tu-154 de Aeroflot cerca de la antigua terminal.

| Aerolíneas                     | Destinos                                                    |
| ------------------------------ | ----------------------------------------------------------- |
| Aeroflot                       | Moscú-Sheremetyevo                                          |
| Air China                      | Pekín-Capital, Hailar                                       |
| Angara Airlines                | Chara, Irkutsk                                              |
| Hainan Airlines                | Manzhouli                                                   |
| IrAero                         | Blagoveshchensk, Irkutsk, Jabarovsk, Manzhouli, Vladivostok |
| NordStar                       | Krasnoyarsk-Yemelyanovo, Ulan-Ude                           |
| S7 Airlines operado por Globus | Moscú-Domodedovo, Novosibirsk                               |
| Ural Airlines                  | Moscú-Domodedovo, Ekaterimburgo                             |
| Yakutia Airlines               | Yakutsk Seasonal: Jabarovsk                                 |